# ميخائيل بالمر (كاتب)
ميخائيل بالمر (بالإنجليزية: Michael Palmer)‏ هو لغوي ومترجم وكاتب وشاعر أمريكي، ولد في 11 مايو 1943 في مانهاتن في الولايات المتحدة.